# Tachytrechus albinus
Tachytrechus albinus är en tvåvingeart som först beskrevs av Becker 1922.  Tachytrechus albinus ingår i släktet Tachytrechus och familjen styltflugor.
Artens utbredningsområde är Bolivia. Inga underarter finns listade i Catalogue of Life.